# Zelotes funestus
Zelotes funestus este o specie de păianjeni din genul Zelotes, familia Gnaphosidae. A fost descrisă pentru prima dată de Keyserling, 1887. Conform Catalogue of Life specia Zelotes funestus nu are subspecii cunoscute.